# فرنان گندر
فرنان گندر (انگلیسی: Fernand Gonder؛ ۱۲ ژوئن ۱۸۸۳ – ۱۰ مارس ۱۹۶۹) ورزشکار دو و میدانی اهل فرانسه بود.